# Kraftwerk Régua
Das Kraftwerk Régua (portugiesisch Barragem da Régua) ist ein Laufwasserkraftwerk am Douro. Es liegt in der Region Nord Portugals im Distrikt Vila Real. Der Douro bildet an dieser Stelle die Grenze zwischen den Distrikten Vila Real und Viseu. Ungefähr vier Kilometer flussabwärts der Talsperre liegt die Stadt Peso da Régua.
Mit dem Projekt zur Errichtung des Kraftwerks wurde im Jahre 1965 begonnen. Es ging 1973 in Betrieb. Das Kraftwerk ist im Besitz der Companhia Portuguesa de Produção de Electricidade (CPPE), wird aber von Energias de Portugal (EDP) betrieben.

## Absperrbauwerk
Das Absperrbauwerk ist eine Gewichtsstaumauer aus Beton mit einer Höhe von 41 (bzw. 42) m über der Gründungssohle. Die Mauerkrone liegt auf einer Höhe von 81 m über dem Meeresspiegel. Die Länge der Mauerkrone beträgt 350 (bzw. 310) m und ihre Breite 6 m. Das Volumen des Bauwerks beträgt 108.000 m³.
Die Staumauer unterteilt sich in ein Maschinenhaus auf der rechten Flussseite und eine Wehranlage mit der Hochwasserentlastung in der Mitte. Auf der linken Flussseite befindet sich eine Schleuse. Über die Hochwasserentlastung, bestehend aus 5 Toren können maximal 21.500 m³/s abgeführt werden. Die Staumauer verfügt des Weiteren über einen Grundablass. Das Bemessungshochwasser liegt bei 21.500 m³/s; die Wahrscheinlichkeit für das Auftreten dieses Ereignisses wurde mit einmal in 1000 Jahren bestimmt.

## Stausee
Beim normalen Stauziel von 73,5 m erstreckt sich der Stausee über eine Fläche von rund 8,5 km² und fasst 95 (bzw. 91) Mio. m³ Wasser – davon können 12 (bzw. 13) Mio. m³ zur Stromerzeugung genutzt werden.

## Kraftwerk

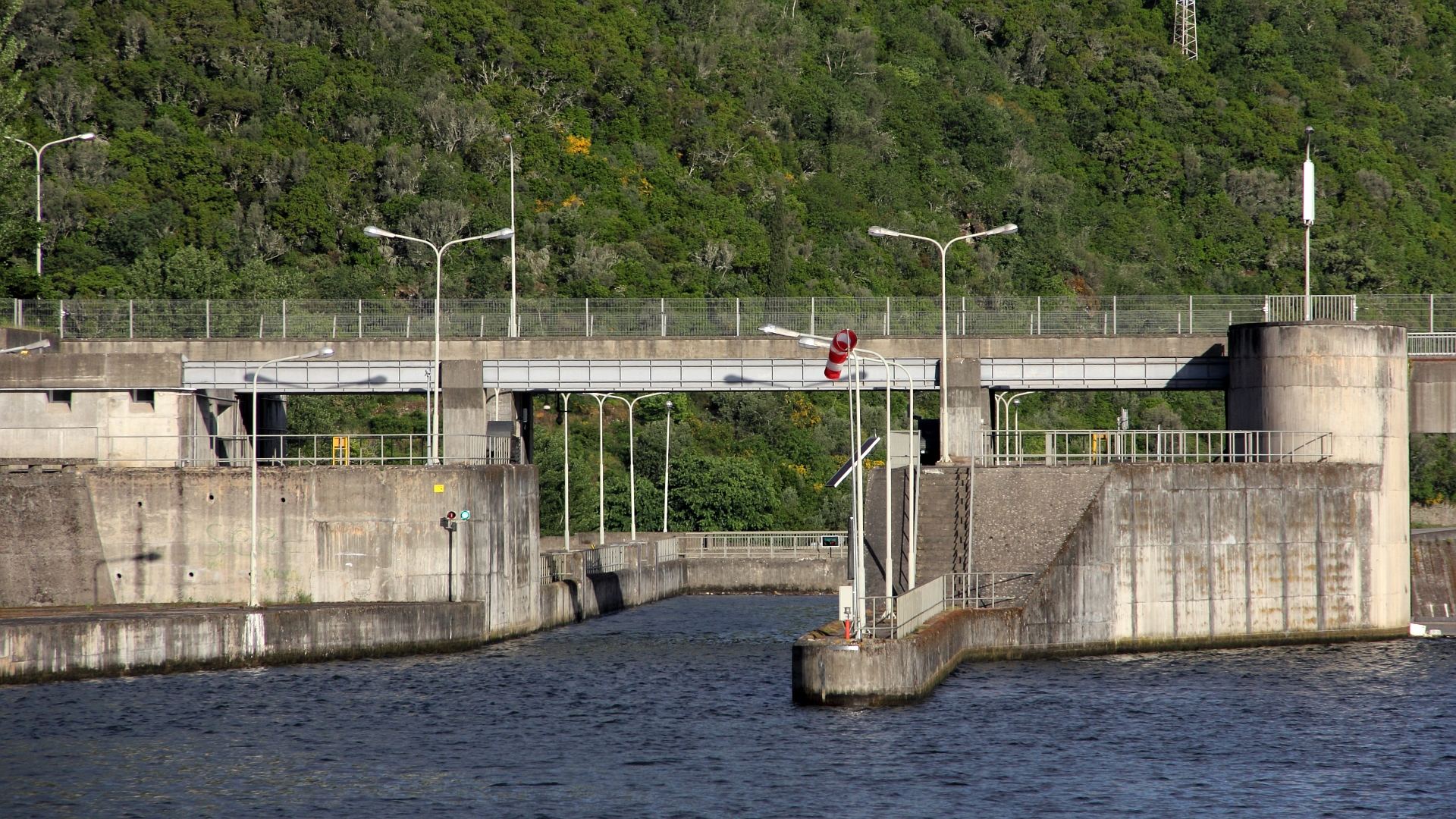
Schleuse Régua des Douro vom Oberwasser

Das Kraftwerk Régua ist mit einer installierten Leistung von 156 (bzw. 180) MW eines der mittelgroßen Wasserkraftwerke Portugals. Die installierte Leistung lag laut REN zum Zeitpunkt der Inbetriebnahme 1973 bei 156 MW. Die durchschnittliche Jahreserzeugung liegt bei 738 (bzw. 581,1, 620,8 oder 682) Mio. kWh. Es dient zur Abdeckung von Mittel- und Spitzenlast.
Die drei Kaplan-Turbinen wurden von Kvaerner Turbin AB, die Generatoren von BBC geliefert. Die Turbinen mit vertikaler Welle leisten jede maximal 58,84 (bzw. 52) MW, während die Generatoren 58 MVA leisten. Die Nenndrehzahl der Turbinen liegt bei 107,1/min. Die Generatoren haben eine Nennspannung von 10 kV. In der Schaltanlage wird die Generatorspannung von 10 kV mittels Leistungstransformatoren auf 240 kV hochgespannt.
Die minimale Fallhöhe beträgt 20 m, die maximale 27,5 m. Der maximale Durchfluss liegt bei 316 m³/s je Turbine.

## Schleuse
Auf der im Oberwasser linken Seite der Staumauer befindet sich eine Schleuse, die Schiffe mit einer Länge von 83 m, einer Breite von 11,40 m und einem Tiefgang von 3,80 m aufnehmen kann. Die max. Fallhöhe beträgt 28,50 m. Für die Schleusung eines Schiffes werden 28.000 m³ Wasser benötigt. (siehe auch Schleusen am Douro)